# Пьери, Пьетро Мария
Пьетро Мария Пьери (итал. Pietro Maria Pieri; 29 сентября 1676, Сиена, Великое герцогство Тосканское — 27 января 1743, Рим, Папская область) — итальянский кардинал, сервит. Генеральный приор ордена сервитов с 26 сентября 1725 по 13 июня 1734. Кардинал-дьякон с 24 марта 1734, с титулярной диаконией Сан-Джованни-а-Порта-Латина с 12 апреля 1734 по 27 января 1743 г. 